# Gary Miller
Gary Lee Miller é um informático estadunidense.